# Siri Wikander-Brunander
Siri Wikander-Brunander, född Wikander 31 juli 1876 i Göteborg, död där 16 oktober 1947, var en svensk läkare och sexualupplysare.
Siri Wikander-Brunander var dotter till folkskolläraren Karl Gustaf Wikander och Elna Hansson samt kusin till Einar Wikander. Efter studier vid Nya Elementarläroverket för flickor i Göteborg avlade hon studentexamen i Vänersborg och folkskollärarexamen i Skara och var sedan verksam som folkskollärare i Göteborg åren 1895–1900. Därefter började hon studera medicin samt blev medicine kandidat vid Uppsala universitet 1904 och medicine licentiat vid Karolinska Institutet i Stockholm 1909. Från 1911 hade hon enskild praktik i Göteborg, där hon även var läkare vid småskollärarinneseminariet 1913–1932, vid Göteborgs folkskolor från 1917, vid Mathilda Halls skola från samma år, vid Sigrid Rudebecks flickskola från 1923 samt vid Barnavärns barnhem. Somrarna 1913–1918 var hon även läkare vid Särö havsbad. Hon var stadsfullmäktig i Göteborg från 1934 och representerade Folkpartiet.
Siri Wikander-Brunander publicerade ett flertal folkupplysande skrifter inom sexualkunskap, avsedda att läsas av såväl barn som föräldrar och lärare. Några titlar är Ärliga svar på tysta frågor: upplysningar och råd till ungdomen i sexuella spörsmål 1931, Föräldraansvaret: råd till föräldrar om barnens upplysning i sexuella frågor 1936 och Handledning för undervisare i sexualkunskap 1935. Hon var även medarbetare i Göteborgs Handels- och Sjöfarts-Tidning och dess dottertidning Morgontidningen och publicerade under perioden 1935–1945 en mängd olika artiklar, i den senare alltid signerade men i den första många gånger osignerat, texter som läsarna ofta tillskrev dess chefredaktör Torgny Segerstedt. Återkommande teman i hennes artiklar var folkhälsa, folkbildning och skola.
År 1912 gifte sig Siri Wikander-Brunander med läroverksadjunkten, fil. lic. Herman Brunander som var verksam vid Högre realläroverket i Göteborg. Paret fick inga barn och maken dog 1931.
Efter hennes död 1947 har Stiftelsen doktor Siri Wikander-Brunanders minnesfond delat ut medel till vila och rekreation för behövande husmödrar. Därtill förvaltar Sahlgrenska akademin vid Göteborgs universitet Stiftelsen Siri Wikander-Brunanders fond till främjande av cancerforskning.